# Chino min
El mǐn (en chino tradicional, 閩語; en chino simplificado, 闽语; pinyin, mǐnyǔ (en mandarín)) es una de las principales ramas de las lenguas siníticas por número de hablantes. Se estima que tiene 70 millones de hablantes.
Estos idiomas son hablados en la provincia de Fujian, así como por los descendientes de los colonos de habla min en la península de Leizhou y Hainan y por los nativos asimilados de Chaoshan, partes de Zhongshan, tres condados en el sur de Wenzhou, el archipiélago de Zhoushan, Taiwán y Singapur
Frecuentemente se califica al chino mǐn como un "dialecto" del chino, pero realmente el conjunto de variedades mǐn constituye una rama independiente de la familia sinítica, que de hecho ni siquiera es descendiente del chino medio a diferencia del resto de variedades siníticas.

## Historia
La región de origen de las lenguas mǐn, la provincia de Fújiàn y el noreste de la provincia de Guăngdōng, históricamente fueron regiones periféricas del imperio chino; la ausencia de ríos importantes y el terreno montañoso mantuvieron relativamente aislada la región. Por esa razón no es sorprendente que en esa región se desarrollaran lenguas siníticas independientes del resto.
El nombre mǐn corresponde al nombre de un reino antiguo situado en la actual provincia de Fujian. Por ello, el carácter 闽/閩 se utiliza hoy en día como abreviatura del nombre de esta provincia (en las matrículas de los coches, por ejemplo). Un nombre alternativo del dialecto, en escritura latina, es Hokkien (propiamente mǐn meridional), que corresponde a la transcripción del nombre Fujian según la pronunciación mǐn. El nombre Hokkien se utiliza mucho en Singapur, donde el mǐn del sur es el dialecto chino más extendido.

## Clasificación
Las variedades dialectales mǐn constituyen una rama de la familia lingüística sinítica. A diferencia del resto de grupos dialectales chinos que parecen ser descendientes del chino antiguo, el proto-mǐn sería una lengua hermana del chino antiguo, no un descendiente directo del mismo.
Aunque los autores chinos prefieren hablar de dialectos (方言, fāngyán) al referirse a las variedades siníticas habladas, la inteligibilidad mutua entre éstas es prácticamente nula por lo que muchos lingüistas consideran el "chino" una familia de lenguas, y no una lengua única.
El mǐn es el cuarto dialecto, en este sentido amplio, más hablado del chino después del mandarín, el wu y el cantonés. Tiene alrededor de 60 millones de hablantes, principalmente en la provincia de Fujian y en Taiwán. A la forma de mǐn del sur hablada en Taiwán se la llama a veces taiwanés, aunque apenas difiere del amoyés, el min del sur hablado en la zona de Xiamen, al sur de Fujian.
El mǐn es también el dialecto chino más hablado entre las comunidades chinas del Sureste asiático, sobre todo en Singapur y Malasia. También, debido a la emigración desde Fujian, es el dialecto más extendido en la isla de Hainan.

### Clasificación interna

Mapa dialectal del min
Shaojiang
Min del Norte (min bei)
Min central (min zhong)
Min del Este (min dong)
Pu-Xian
Min del Sur (min nan)
Leizhou
Qiongwen (hainanés)

Respecto a las variedades específicamente mǐn existen importantes diferencias. Tradicionalmente se ha considerado que existen dos bloques dialectales que son prácticamente ininteligibles entre sí:
- El mǐn nán (闽南语 / 閩南語, mǐnnán yǔ, "lengua mǐn meridional").
- El mǐn běi (闽北语 / 閩北語, mǐnběi yǔ, "lengua mǐn septentrional").

A veces el mǐn del norte se subdivide en cuatro variedades: mǐn del norte (estricto), mǐn del este, mǐn central y dialecto de Puxian.
Sin embargo, otros autores como Pan Maoding (1963), consideran que la división primaria se da entre mǐn oriental y mǐn occidental. Esta reclasificación se basó en encuestas lingüísticas sobre la provincia de Fujian. Diversas isoglosas favorecen la distinción oriental y occidental (el distinto tratamiento de las nasales del proto-min y las dos variedades de /l/ del proto-min).

### Variedades

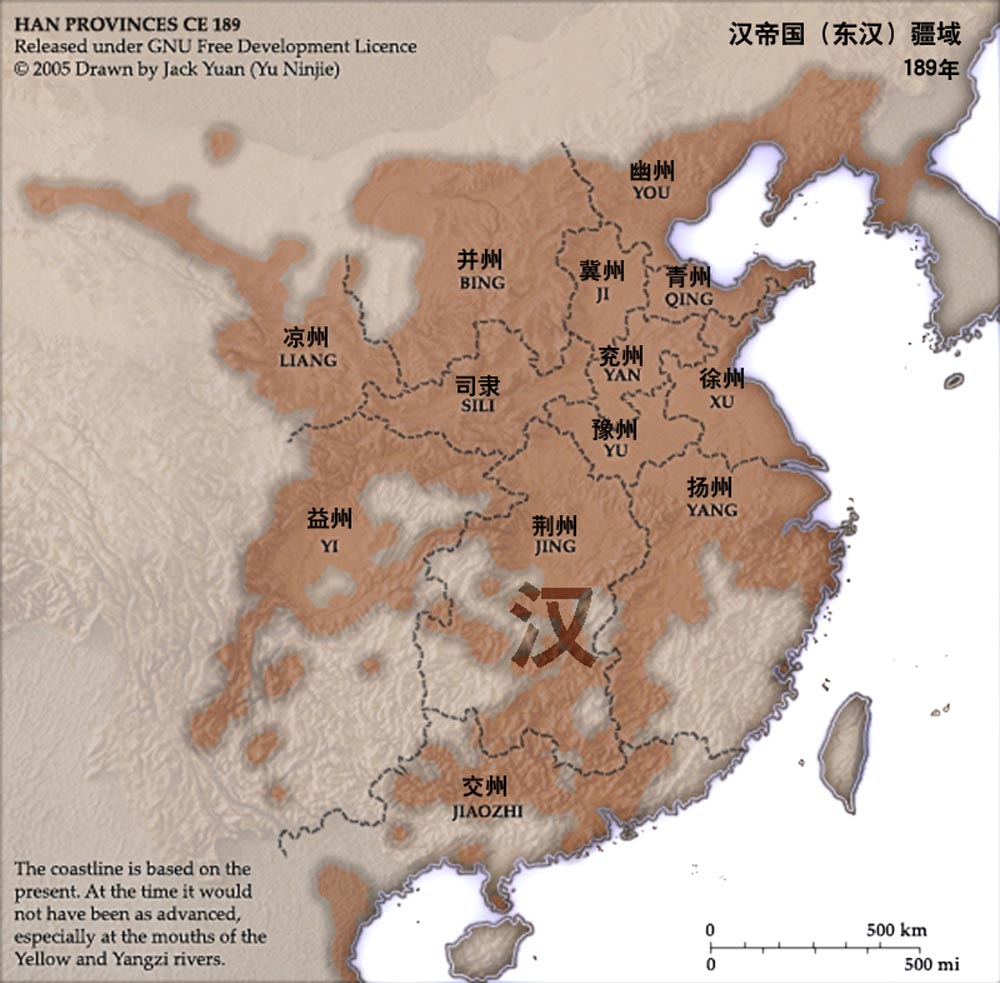
Extensión del territorio controlado por la dinastía Han hacia el 190 d. C. Como puede apreciarse la penetración en el dominio lingüístico del chino min es muy pequeña.

|  | \| \| Min bei \| \| \| \| \| \| Shaojiang \| \| \| \| |
|  |                                                       |
|  | Min dong                                              |
|  |                                                       |
|  | Min zhong                                             |
|  |                                                       |
|  | Puxian                                                |
|  |                                                       |
|  | Min bei                                               |
|  |                                                       |
|  | Shaojiang                                             |
|  |                                                       |

|  | Min bei   |
|  |           |
|  | Shaojiang |
|  |           |

|  | Amoyés           |
|  |                  |
|  | Hoklo (taiwanés) |
|  |                  |

|  | Leizhounés          |
|  |                     |
|  | Hainanés (Qiongwen) |
|  |                     |

|  | Amoyés           |
|  |                  |
|  | Hoklo (taiwanés) |
|  |                  |

|  | Leizhounés          |
|  |                     |
|  | Hainanés (Qiongwen) |
|  |                     |

|  | \| \| Min bei \| \| \| \| \| \| Shaojiang \| \| \| \| |
|  |                                                       |
|  | Min dong                                              |
|  |                                                       |
|  | Min zhong                                             |
|  |                                                       |
|  | Puxian                                                |
|  |                                                       |
|  | Min bei                                               |
|  |                                                       |
|  | Shaojiang                                             |
|  |                                                       |

|  | Min bei   |
|  |           |
|  | Shaojiang |
|  |           |

|  | Amoyés           |
|  |                  |
|  | Hoklo (taiwanés) |
|  |                  |

|  | Leizhounés          |
|  |                     |
|  | Hainanés (Qiongwen) |
|  |                     |

|  | Amoyés           |
|  |                  |
|  | Hoklo (taiwanés) |
|  |                  |

|  | Leizhounés          |
|  |                     |
|  | Hainanés (Qiongwen) |
|  |                     |

## Descripción lingüística
El aislamiento de la región mǐn hizo que las variedades mǐn desarrollaran características propias no compartidas con el resto de lenguas siníticas. Las variedades mǐn retienen un número importante de arcaísmos, algunos no encontrados en otras lenguas siníticas, al mismo tiempo que desarrollaron un conjunto completo de innovaciones que apartaron aún más del resto de lenguas siníticas. Aunque lo difícil de las comunicaciones del territorio no sólo aisló la región del resto de territorios históricos de China sino que también condujo a una gran diversidad interna.

### Fonología
Las variedades mǐn conservan ciertos arcaísmos y retienen algunos rasgos del proto-sinítico que se han perdido en otras variedades de chino. Por ejemplo sólo en la variedades mǐn tienen tanto oclusivas aspiradas o no aspiradas frente a tonos bajos (tonos yáng) mostrando correspondencias regulares con el resto de variedades del grupo. Por esa razón las lenguas mǐn son importantes para reconstruir la fonología del proto-sinítico.
Las variedades mǐn también muestran correspondencias en las nasales que sugieren que ciertas nasales iniciales mostraban diferencias perdidas en otras lenguas siníticas, que son reflejadas sistemáticamente en los cognados entre lenguas mǐn. Igualmente el proto-mǐn tenía diferencias entre *l y *lh. Por todas esas razones las variedades mǐn son importantes para el conocimiento preciso de los desarrollos históricos dentro de la familia sinítica.

### Gramática
Los pronombres personales y deícticos difieren entre las diferentes variedades mǐn el siguiente cuadro resume las formas para distintas variedades:
|           | Chino medio | Fúān | Fúzhōu | Jiànyáng | Chóngān | Yŏngān | Xiàmén | Jiēyáng | Jiànōu | Shaòwŭ | Jiānglè |
| --------- | ----------- | ---- | ------ | -------- | ------- | ------ | ------ | ------- | ------ | ------ | ------- |
| 'yo'      |             | ŋo3  | ŋuai3  | ŋue9     | ŋuai1   | ŋuo1   | gua3   | ua3     | uɛ4    | haŋ3   | ŋai9    |
| 'tú'      |             | ni3  | ny3    | noi9     | nei1    | ŋi1    | li3    | lɯ3     | ni4    | hien3  | ne9     |
| 'él/ella' |             | i1   | i1     | ky2      | hou1    | ŋy1    | i1     | i1      | ky4    | hu3    | ky3     |
| 'este'    |             | ʦa-  | ʦi-    | i7       | i7      | ʧo3    | ʦit7   | ʦek7    | ioŋ7   | ʧoŋ7   | ʧia3    |
| 'aquél'   |             | ha-  | hi-    | u7       | u7      | uo3    | hit7   | hek7    | u7     | oŋ7    | va9     |

### Comparación léxica
Las diferencias entre las lenguas mǐn y el resto de variedades siníticas puede ilustrarse adecuadamente comparando formas fonológicas del chino medio con sus correspondientes formas pronunciadas en lenguas mǐn:
|               | Chino medio | Fúzhōu | Xiàmén | Jiànyáng | Yŏgān | Shaòwŭ | Jiānglè |
| ------------- | ----------- | ------ | ------ | -------- | ----- | ------ | ------- |
| pezuña        | diei        | te2    | tue2   | tau2     | te2   |        |         |
| hermano menor | diei:       | tie6   | ti6    | tie5     | te4   |        |         |
| judía         | dəu-        | tau6   | tau6   | teu6     | tø6   |        |         |
| romper        | duân:       | touŋ3  | tŋ6    | tuŋ5     | tŭm5  |        |         |
| llorar        | diei        | thie2  | thi2   | hie2     | the2  |        |         |
| apilar        | diep        | thak8  | tha?8  | ha8      | thɔ4  |        |         |
| cabeza        | dəu         | thau2  | thau2  | heu2     | thø2  |        |         |
| bolsa         | dâi-        | toi6   | te6    | lui6     | tue5  |        |         |
| cuello        | dəu-        | tau6   | tau6   | lo6      | ___   |        |         |
| veneno        | duok        | tøik8  | tak8   | lo8      | tau4  |        |         |
| cobre         | dung        | tøiŋ2  | taŋ2   | loŋ2     | tãɯ2  |        |         |
|               |             |        |        |          |       |        |         |
| azúcar        | dâng        | thouŋ2 | thŋ2   | hɔŋ2     | tham5 | thoŋ7  | thoŋ7   |
| largo         | ɖjang       | touŋ2  |        | lɔŋ2     |       | thoŋ2  | thoŋ2   |
| chamán        | ___         | tøiŋ2  |        | loŋ9     |       | thuŋ2  | thuŋ2   |
| insecto       | ɖjung       | thøiŋ2 |        | hoŋ9     |       | thuŋ7  | thuŋ9   |
| residir       | ɖjo-        | tiu6   |        | tiu6     |       | thy6   | thy6    |
| árbol         | źju-        | ʦhiu6  |        | ʦhiu6    |       | ʧhy5   | ʧhy5    |
| delgado       | bâk         | poʔ8   |        | vɔ8      |       | pho6   | pho8    |
| granizo       | båk         | phøik8 |        | pho8     |       | phau7  | phio5   |
|               |             |        |        |          |       |        |         |
| avivar        | muâ         | muai2  |        | moi6     |       | məi2   | mai2    |
| cáñamo        | ma          | muai2  |        | moi6     |       | məi7   | mai9    |
| admitir       | ńźjen-      | neiŋ6  |        | noiŋ6    |       | nin6   | ŋiŋ6    |
| permitir      | ńźjang-     | nioŋ6  |        | nioŋ6    |       | nioŋ5  | ŋioŋ5   |
| luna          | ngjwɐt      | ŋuok8  |        | ŋye8     |       | ye6    | ŋø8     |
| carne         | ńźjuk       | nyk8   |        | ny8      |       | ny7    | ŋy5     |
|               |             |        |        |          |       |        |         |
| bambú         | ʈjuk        | tøik7  | tek7   | ty7      | ty7   | ty7    | ty9     |
| vuelta        | ʈjwän:      | tioŋ3  | tŋ3    | lyeŋ3    | tẽ3   | thien3 | thøn9   |
| palillos      | ɖjwo-       | tøi6   | ti6    | ty6      | ty6   | thy6   | thy6    |

Puede verse que la /d/ del chino medio tiene tres correspondencias regulares diferentes en mǐn que no pueden explicarse por una evolución condicionada. Eso demuestra que en realidad en chino medio y en el resto de variedades se han confundido tres fonemas independientes /*d1, *d2, *d3/ en /d/. Por esa razón el chino mǐn es importante para reconstruir el proto-sinítico. Eso muestra el valor comparativo del chino mǐn y el arcaísmo de estas variedades.
| PROTO- SINÍTICO | Chino medio | Fúzhōu | Xiàmén | Jiànyáng | Yŏgān | PROTO- MINBEI | PROTO- MINNAN |
| --------------- | ----------- | ------ | ------ | -------- | ----- | ------------- | ------------- |
| *d1             | d           | t      | t      | t        | t     | *t1           | *t            |
| *d2             | d           | t      | t      | l        | t     | *t2           | *t            |
| *d3             | d           | th     | th     | h        | th    | *th           | *th           |

Las variedades de Shaòwŭ y Jiānglè reflejan la diferencia anterior entre las alveolares/dentales de mostrando diferentes desarrollos tonales, como se aprecia en la segunda parte de la tabla de cognados. La tercera parte de la tabla también muestra el arcaísmo de los dialectos de Shaòwŭ y Jiānglè también conservan distinciones en las nasales que se han perdido en chino medio. Estas diferencias se remontarían al proto-min y presumiblemente necesitan ser reconstruidas para el proto-sinítico.
Finalmente los dialectos min tienen dentales en cognados del chino medio con retroflejas (en otras variantes de chino las retroflejas del chino medio han evoluciado a africadas: chino medio ʈjuk > Pekín zhú, Ch.M. ʈjwän > P. zhuăn y Ch.M. ɖjwo > P. zhù)

### Numerales comparados
Los numerales en diferentes variedades de chino min son:
| GLOSA | Min bei | Min bei          | Min bei            | Min bei | Min nan | Min nan | Min nan     | Min nan     | PROTO- MIN |
| GLOSA | Jian'ou | Fuzhou (Mindong) | Yong'an (Minzhong) | Puxian  | Hokkien | Youxi   | Shun- Chang | P.-MIN- NAN | PROTO- MIN |
| ----- | ------- | ---------------- | ------------------ | ------- | ------- | ------- | ----------- | ----------- | ---------- |
| '1'   | tsi42   | suɔ4             | i13                | ɬoʔ4    | tsit53  | ie24    | i11         | *tsit8      | *tsit42    |
| '2'   | niɔŋ42  | laŋ242           | ŋi35               | nŋ11    | lŋ33    | ne42    | ŋi53        | *nõ4        | *ŋi42      |
| '3'   | saŋ41   | saŋ44            | sõ52               | ɬɒ̃533   | sã55    | sã33    | sɔ̃55        | *sã1        | *saŋ44     |
| '4'   | si33    | sɛi213           | si35               | ɬi41    | si21    | sje51   | si35        | *si5        | *si35      |
| '5'   | ŋu42    | ŋou242           | ŋu21               | ŋou11   | gɔ33    | ŋu42    | ŋ31         | *ŋou4       | *ŋu42      |
| '6'   | ly42    | løyʔ4            | ly54               | laʔ4    | lak53   | luo33   | lyʔ5        | *lɯk8       | *ljok5     |
| '7'   | tsʰi24  | tsʰɛiʔ23         | tsʰi13             | tsʰiʔ21 | tsʰit21 | tsʰje24 | tsʰi11      | *tsʰi7      | *tsʰit24   |
| '8'   | pai21   | paiʔ23           | pa13               | pe11    | pueʔ21  | pi24    | pa11        | *poiʔ7      | *paiʔ23    |
| '9'   | kiu24   | kau31            | kjau21             | kau453  | kau53   | kau55   | kiu31       | *kau3       | *kjau31    |
| '10'  | si54    | sɛiʔ4            | sɿ54               | ɬe24    | tsap53  | sa33    | ʃiʔ5        | *tsap8      | *sip53     |

## Sistema de escritura
Cuando se utilizan caracteres chinos para escribir una forma no mandarín, una práctica común es utilizar caracteres que correspondan etimológicamente a las palabras que se representan, y para palabras sin una etimología evidente, inventar nuevos caracteres o tomar prestados caracteres por su sonido o significado. El cantonés escrito ha llevado a cabo este proceso en mayor medida que cualquier variedad no mandarín, hasta el punto de que la lengua vernácula cantonesa pura se puede escribir sin ambigüedades utilizando caracteres chinos. Contrariamente a la creencia popular, una lengua vernácula escrita de esta manera no es generalmente comprensible para un hablante de mandarín, debido a cambios significativos en la gramática y el vocabulario y al uso necesario de una gran cantidad de caracteres no mandarines.
Para la mayoría de las variedades Min, no se ha llevado a cabo un proceso similar. Para Hokkien, existen sistemas competitivos. Dado que Min combina el chino de varios períodos diferentes y contiene algún sustrato de vocabulario no chino, un autor que sepa leer mandarín (o incluso chino clásico) puede tener problemas para encontrar los caracteres chinos apropiados para algún vocabulario Min. En el caso del taiwanés, también hay palabras indígenas tomadas de las lenguas formosanas (particularmente para los nombres de lugares), así como un número sustancial de palabras prestadas del japonés. El min que se habla en Singapur y Malasia ha tomado prestado en gran medida del malayo y, en menor medida, del inglés y otros idiomas. El resultado es que adaptar los caracteres chinos para escribir Min requiere un esfuerzo sustancial para elegir caracteres para una parte importante del vocabulario.
Otros enfoques para escribir Min se basan en la romanización o sistemas fonéticos como los símbolos fonéticos taiwaneses. Algunos hablantes de Min utilizan la romanización de la Iglesia (chino simplificado: 教会罗马字; chino tradicional: 教會羅馬字; pinyin: Jiàohuì Luómǎzì; Pe̍h-ōe-jī: kàu-hoē lô-má-jī). Para Hokkien la romanización se llama Pe̍h-ōe-jī (POJ) y para el dialecto de Fuzhou se llama Foochow Romanizado (Bàng-uâ-cê, BUC). Ambos sistemas fueron creados por misioneros extranjeros en el siglo XIX. Hay algunas publicaciones poco comunes que utilizan escritura mixta, principalmente con caracteres chinos pero que utilizan el alfabeto latino para representar palabras que no pueden representarse fácilmente con caracteres chinos.